# Квагга
Ква́гга, или степна́я зе́бра (лат. Equus quagga quagga, устар. «ква́га»), — подвид бурчелловой зебры, обитавший на территории нынешней ЮАР и вымерший в конце XIX века. Квагга была широко распространена на относительно ограниченной территории, но затем стала постепенно вымирать в результате неконтролируемой охоты и, возможно, конкуренции за пищу с домашним скотом. Последняя дикая особь квагги умерла в 1878 году, а содержавшаяся в Амстердамском зоопарке последняя квагга в мире — в 1883 году. После этого на протяжении длительного времени зебра не считалась вымершей и была признана такой на международном уровне только в 1900 году.
Взрослые квагги в среднем достигали 2,57 м в длину и 1,25—1,35 м в высоту в холке при весе от 250 до 300 кг. Расцветка шерсти квагги является уникальной среди лошадиных — спереди она была схожа с окраской у остальных зебр, а сзади больше напоминала расцветку диких лошадей. Наиболее вероятной причиной этого считается то, что они, по-видимому, жили в регионах с меньшим количеством мух, чем другие зебры, в то время как полосы зебр предназначены для защиты от мух, поскольку тех меньше привлекают полосатые предметы. Квагги жили в самой южной части ареала бурчелловых зебр, в результате чего имели густой зимний подшёрсток и ежегодно линяли.
Квагга питалась подножным кормом, из-за чего ареал её обитания был ограничен лугами и засушливыми внутренними лесными массивами региона Кару, известного значительным количеством эндемиков. По словам очевидцев, квагги собирались в стада по 30—50 особей. Их жеребцы были оживлёнными и нервными. Квагги считались хорошими кандидатами на одомашнивание, но известно лишь несколько описаний ручных и одомашненных особей подвида. Подтверждено применение двух жеребцов в качестве упряжных животных лондонскими экипажами. В европейских зоопарках квагги были послушнее представителей родственного подвида, зебры Бурчелла, и легче укрощались.
Название квагги происходит от готтентотского слова, означающего «зебра» и являющегося звукоподражанием зову животного, который транскрибируется как «ква-ха-ха», «квахаах», или «оуг-га». На протяжении длительного времени квагга ошибочно считалась самостоятельным видом. В 1984 году из высохшей мышцы квагги была извлечена ДНК, в результате чего она стала первым вымершим животным, из тела которого удалось извлечь ДНК. Анализ этой ДНК, а также ряд других последующих исследований, позволил установить размещение квагги внутри вида бурчелловых зебр, что подтвердилось дальнейшими исследованиями.
В 1987 году был начат проект «Квагга» (Quagga Project), целью которого является воссоздание селекционным путём окраски квагги у зебр Бурчелла. Зебр с наибольшей редукцией полос для различия от настоящих квагг было предложено называть «кваггами Рау», от которых последние несмотря на внешнюю схожесть отличаются на генетическом уровне.

## Таксономия
Название «квагга» происходит от готтентотского слова, переводящегося как «зебра», и является звукоподражанием зову квагги, по-разному транскрибируемому как «ква-ха-ха», «квахаах», или «оуг-га». Это название до сих пор иногда используется в разговорной речи по отношению к современным бурчелловым зебрам; по всей видимости, данное обобщение в своё время стало причиной повлиявшей на вымирание квагги путаницы, в результате которой не были предприняты усилия по сохранению подвида, а его последняя особь не считалась действительно последней.
Первоначально квагга была классифицирована как отдельный вид, Equus quagga, в 1778 году голландским натуралистом Питером Боддертом. Квагга и другие бурчелловы зебры, а также зебра Греви, горная зебра и их вымершие родственники рассматриваются внутри подрода зебр (Hippotigris) рода лошадей (Equus).
Велись многочисленные споры по поводу статуса квагги по отношению к бурчелловой зебре. Последняя плохо представлена фоссилиями (ископаемыми остатками), причём их точная идентификация является затруднительной, так как они были собраны в то время, когда название «квагга» относилось ко всем зебрам. Утверждается, что ископаемые черепа Equus mauritanicus из Алжира демонстрируют сходство с черепами квагги и современных бурчелловых зебр, но они слишком сильно повреждены, чтобы было возможно сделать по ним какие-либо достаточно определённые выводы. Сами квагги были идентифицированы в пещерной живописи, приписываемой бушменам.
Вероятно, в 1902 году Реджиналд Иннес Поукок стал первым, кто предположил, что квагга была подвидом бурчелловой зебры. Поскольку вид Equus quagga, к которому первоначально относили только квагг, получил своё научное описание перед Equus burchelli, то есть старым биноминальным названием бурчелловой зебры, он имеет приоритет над последним названием и, соответственно, должен использоваться вместо него. Таким образом, триноминальное название квагги, ставшей теперь видом, а не подвидом, преобразовалось в E. quagga quagga, а в качестве биноминального названия бурчелловой зебры стало использоваться название E. quagga, до этого использовавшееся только по отношению к кваггам.

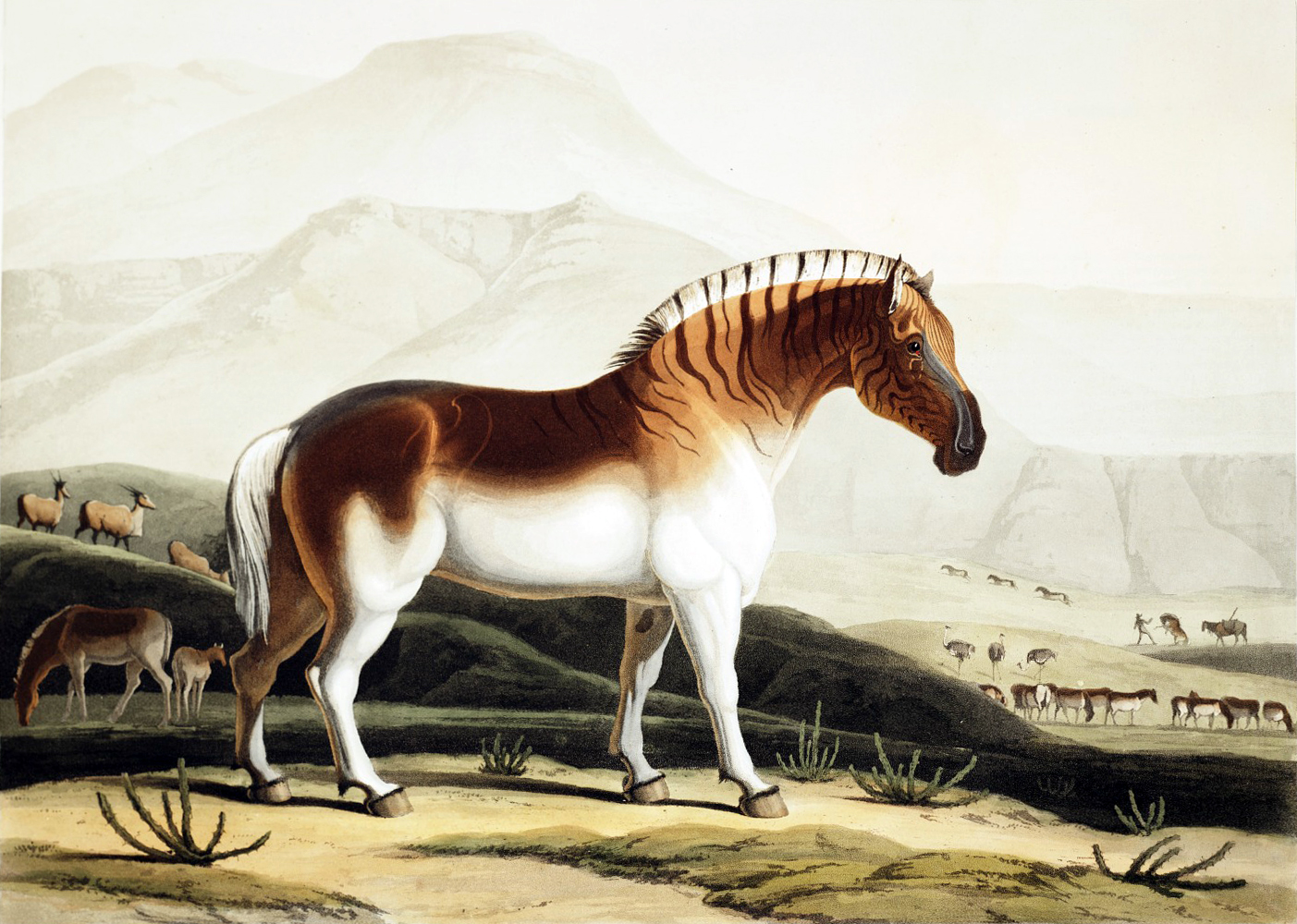
Иллюстрация Сэмюэля Даниэля 1804 года, изображающая особь квагги с отклонениями, на основании которой ошибочно был выделен подвид Equus quagga danielli

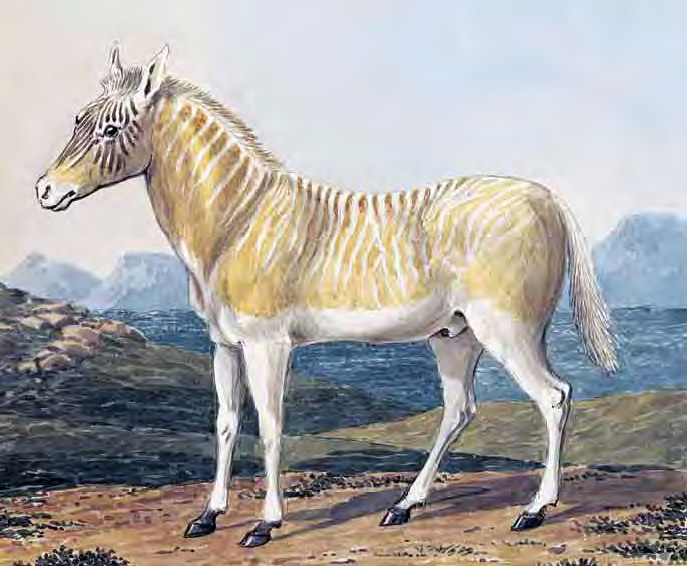
Иллюстрация квагги с отклонениями 1841 года, по которой был ошибочно описан вид Hippotigris isabellinus

Исторически сложилось так, что таксономия квагг была ещё более запутанной, так как вымершая самая южная популяция зебр Бурчелла (Equus quagga burchellii, ранее Equus burchellii burchellii), одного из подвидов бурчелловых зебр, считалась отдельным подвидом или видом, получившим название E. burchellii. Современная северная популяция, «дамарская зебра», позже была описана как подвид Equus quagga antiquorum, в результате чего после того, как стало понятно, что это один и тот же таксон, она стала также упоминаться как E. q. burchellii. В связи с тем, что вымершая популяция обладала ограниченной полосатостью на задних частях тела, долгое время считалось, что она очень близка к квагге. Как следствие этого, в 1934 году Шортридж поместил их в ныне невалидный подрод Quagga. В настоящее время большинство специалистов полагает, что, вероятно, эти два подвида находятся на двух разных концах градиента постепенного возрастания или убывания признаков, называемого клином.
Различные подвиды бурчелловой зебры признавались членами вида Equus quagga ранними исследователями, хотя существовала большая путаница в отношении того, какие виды должны считаться валидными. Подвиды описывались на основе различий в характере полос, но с тех пор эти различия были приписаны индивидуальным вариациям в пределах одной и той же популяции. Некоторые подвиды и даже виды, такие как E. q. danielli и Hippotigris isabellinus, были основаны только на иллюстрациях (иконотипах) особей квагги с отклонениями.
Иногда кваггу описывали как своего рода дикую лошадь, а не зебру, и одно краниометрическое исследование 1980 года указало на её связь с домашней лошадью. Последующие исследования опровергли версию о близком родстве квагг к диким лошадям, показав, что они относятся к зебрам. Ранние морфологические исследования были признаны ошибочными; использование скелетов из образцов, предоставленных таксидермистами, могло быть проблематичным по той причине, что при отсутствии оригинальных черепов ранние таксидермисты иногда заменяли их черепами домашних лошадей и ослов.

### Эволюция
В 1984 году из высохшей мышцы музейного образца квагги была извлечена ДНК, что сделало её первым вымершим животным, из экземпляра которого удалось извлечь ДНК. Исследование ДНК квагги 1984 года открыло область анализа древней ДНК. Оно подтвердило размещение квагги внутри подрода зебр, опровергнув версию о её связи с дикими лошадями и показав, что общий предок квагги и горной зебры жил 3—4 млн лет назад. Иммунологическое исследование, опубликованное в следующем году, показало, что квагга наиболее близка к бурчелловой зебре. На основе степени расхождения ДНК зебр и диких лошадей, а также информации, полученной из палеонтологической летописи, в исследовании 1987 года была дана оценка, согласно которой митохондриальная ДНК квагги разошлась приблизительно на 2 % в течение миллиона лет, как и у других млекопитающих. Оно снова подтвердило тесную связь квагги с бурчелловой зеброй.
Дальнейшие морфологические исследования разных авторов привели к возникновению противоречивых выводов. Анализ черепных измерений, проведённый в 1999 году, показал, что квагга отличается от бурчелловой зебры так же, как последняя отличается от горной зебры. Исследование шкур и черепов, проведённое в 2004 году, показало, что квагга была не отдельным видом, а подвидом бурчелловой зебры. Несмотря на эти выводы, многие авторы впоследствии считали бурчеллову зебру и кваггу двумя различными видами.

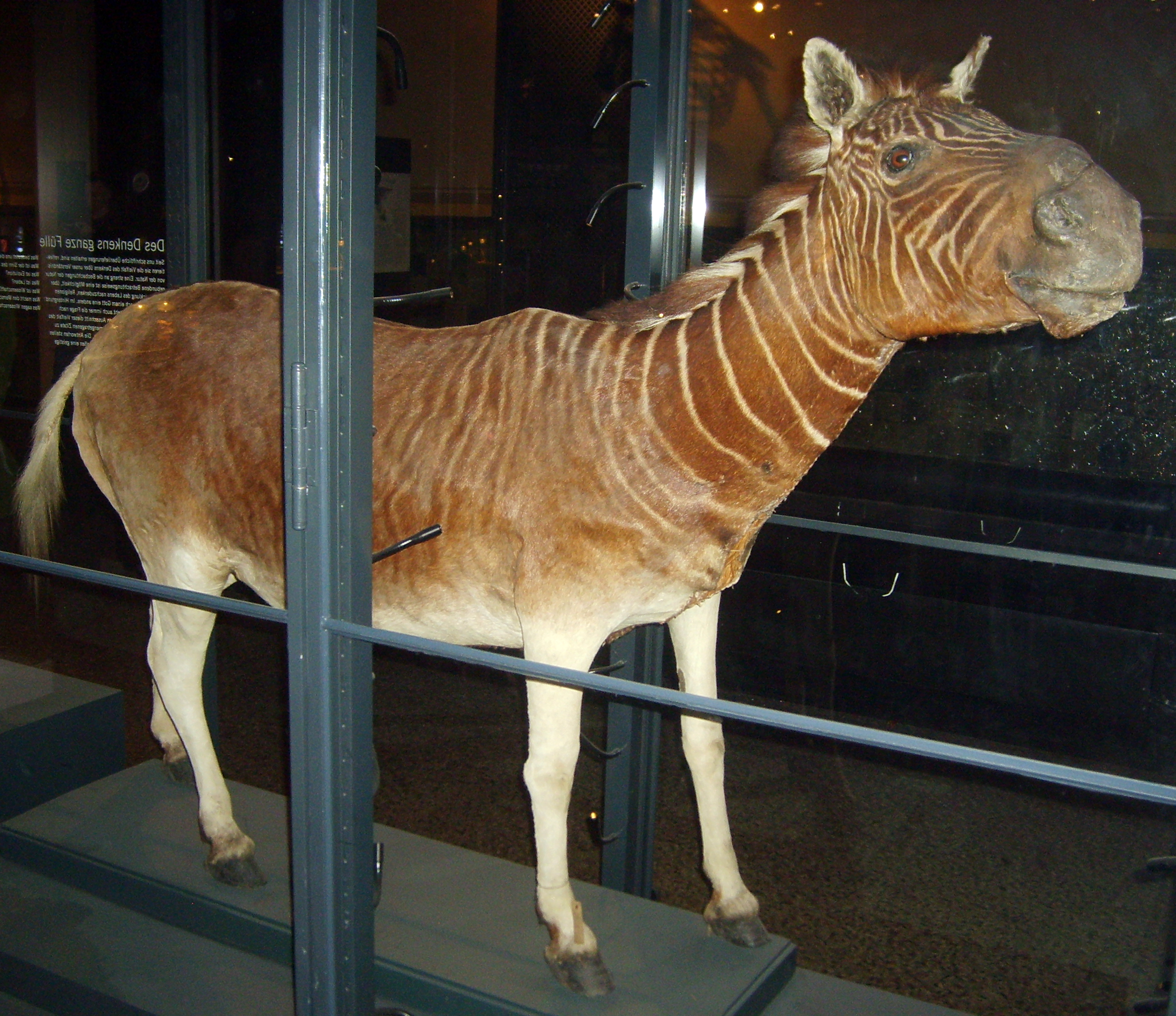
Чучело квагги в Музее естествознания, Берлин, из кожи которого была взята проба ДНК

Генетическое исследование, опубликованное в 2005 году, подтвердило версию о подвидовом статусе квагги. Оно показало, что у квагги мало генетического разнообразия, и что она отделилась от других подвидов бурчелловой зебры только между 120 000 и 290 000 лет назад, во время плейстоцена и, возможно, предпоследнего ледникового максимума. Её четкая структура шерсти, возможно, быстро изменилась из-за географической изоляции и/или адаптации к более сухой среде. Кроме того, подвиды бурчелловой зебры, как правило, имеют меньшую полосатость, чем дальше они живут на юге, и квагга была самой южным из них. Другие крупные африканские копытные в этот период также разделялись на отдельные виды и подвиды, вероятно, из-за того же изменения климата.
Ниже приведена упрощённая кладограмма, основанная на анализе 2005 года (некоторые таксоны обладают общими гаплотипами и, следовательно, не могут быть дифференцированы):
|  | \| \| Квагга (E. q. quagga) \| \| \| \| \| \| Зебра Бурчелла (E. q. antiquorum)/Зебра Чапмана (E. q. chapmani) \| \| \| \| |
|  | |
|  | Зебра Гранта (E. q. boehmi)                                                                                                |
|  | |
|  | Квагга (E. q. quagga) |
|  | |
|  | Зебра Бурчелла (E. q. antiquorum)/Зебра Чапмана (E. q. chapmani)                                                           |
|  | |

|  | Квагга (E. q. quagga)                                            |
|  |                                                                  |
|  | Зебра Бурчелла (E. q. antiquorum)/Зебра Чапмана (E. q. chapmani) |
|  |                                                                  |

|  | \| \| Квагга (E. q. quagga) \| \| \| \| \| \| Зебра Бурчелла (E. q. antiquorum)/Зебра Чапмана (E. q. chapmani) \| \| \| \| |
|  | |
|  | Зебра Гранта (E. q. boehmi)                                                                                                |
|  | |
|  | Квагга (E. q. quagga) |
|  | |
|  | Зебра Бурчелла (E. q. antiquorum)/Зебра Чапмана (E. q. chapmani)                                                           |
|  | |

|  | Квагга (E. q. quagga)                                            |
|  |                                                                  |
|  | Зебра Бурчелла (E. q. antiquorum)/Зебра Чапмана (E. q. chapmani) |
|  |                                                                  |

|  | \| \| Квагга (E. q. quagga) \| \| \| \| \| \| Зебра Бурчелла (E. q. antiquorum)/Зебра Чапмана (E. q. chapmani) \| \| \| \| |
|  | |
|  | Зебра Гранта (E. q. boehmi)                                                                                                |
|  | |
|  | Квагга (E. q. quagga) |
|  | |
|  | Зебра Бурчелла (E. q. antiquorum)/Зебра Чапмана (E. q. chapmani)                                                           |
|  | |

|  | Квагга (E. q. quagga)                                            |
|  |                                                                  |
|  | Зебра Бурчелла (E. q. antiquorum)/Зебра Чапмана (E. q. chapmani) |
|  |                                                                  |

|  | \| \| Квагга (E. q. quagga) \| \| \| \| \| \| Зебра Бурчелла (E. q. antiquorum)/Зебра Чапмана (E. q. chapmani) \| \| \| \| |
|  | |
|  | Зебра Гранта (E. q. boehmi)                                                                                                |
|  | |
|  | Квагга (E. q. quagga) |
|  | |
|  | Зебра Бурчелла (E. q. antiquorum)/Зебра Чапмана (E. q. chapmani)                                                           |
|  | |

|  | Квагга (E. q. quagga)                                            |
|  |                                                                  |
|  | Зебра Бурчелла (E. q. antiquorum)/Зебра Чапмана (E. q. chapmani) |
|  |                                                                  |

Генетическое исследование популяций бурчелловой зебры подтвердило статус квагги как члена этого вида. Оно не обнаружило доказательств подвидовой дифференциации, основанной на морфологических различиях между южными популяциями зебр, включая кваггу. Как предполагалось, современные популяции бурчелловой зебры произошли из южной части Африки, а квагга менее расходится с соседними популяциями, чем самая северная современная популяция в северо-восточной части Уганды. Однако вместо этого, исследование подтвердило генетический континуум «север-юг» бурчелловой зебры, причём угандийская популяция является наиболее отчётливой. Зебры из Намибии, по-видимому, наиболее близки генетически к квагге.

## Описание

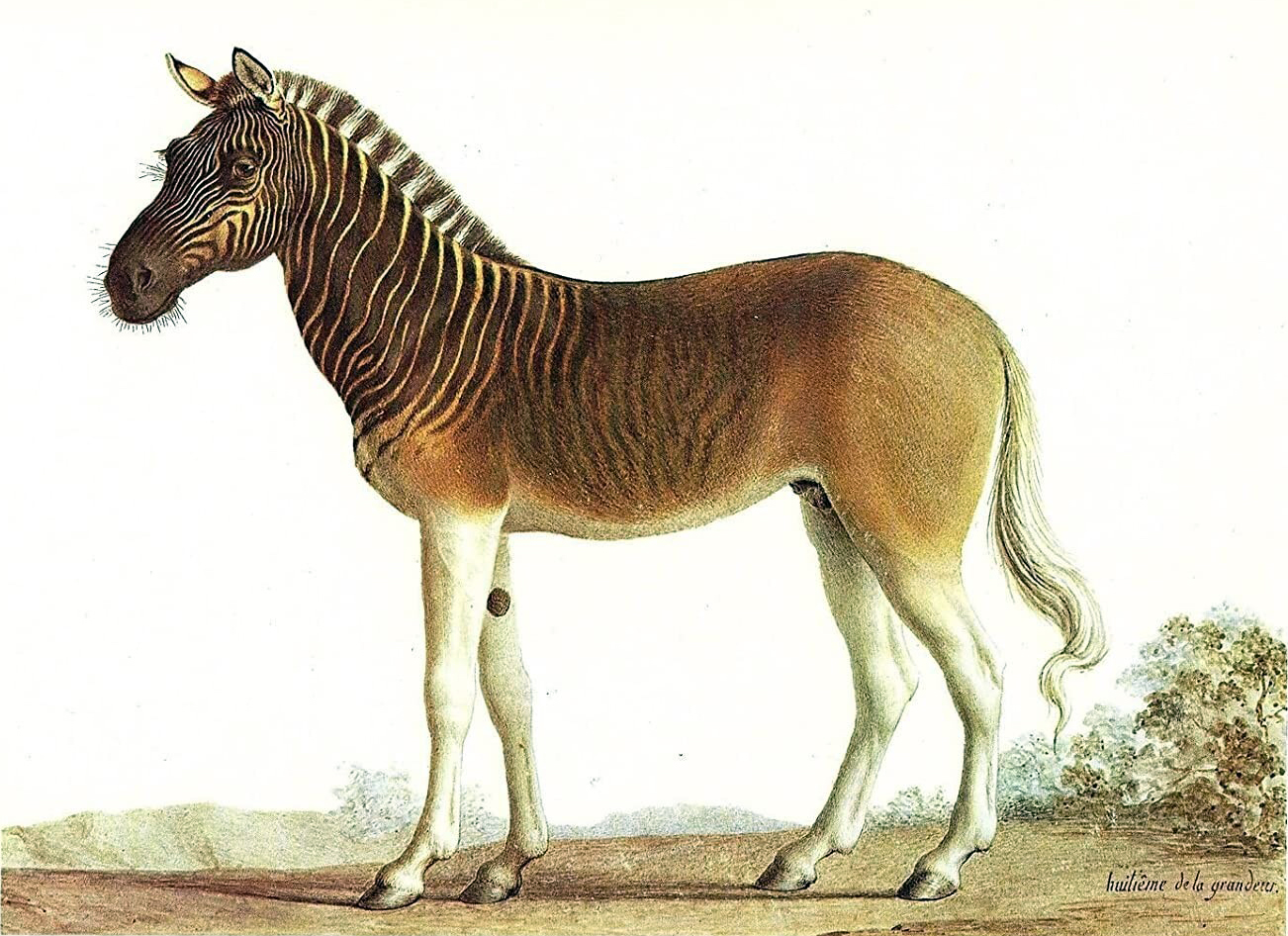
Картина Николаса Маршалла 1793 года в Версале, изображающая жеребца квагги в зверинце французского короля Людовика XVI

В среднем взрослые квагги достигали 2,57 м в длину и 1,25—1,35 м в высоту в холке при весе от 250 до 300 кг. Расцветка шерсти квагги была уникальной среди лошадиных — спереди она была похожа на такую у современных зебр, но сзади больше напоминала расцветку диких лошадей. У квагги были белые полосы на коричневых голове и шее, коричневые верхние части туловища и белые живот, хвост и конечности. Полосы были наиболее выражены на голове и шее и постепенно становились всё тусклее дальше вниз по телу телу, смешиваясь с красновато-коричневым окрасом спины и боков, пока не исчезали вдоль самой спины. По-видимому, существовало большое количество отличающихся форм (морф) квагг, что говорит о высокой степени полиморфизма данного подвида: у некоторых особей почти не было полос, а у других имелись узоры, сходные с узорами представителей вымершей южной популяцией зебры Бурчелла, полосы которых покрывали большую часть тела, за исключением задних частей тела, конечностей и живота. У квагги была также широкая тёмная спинная полоса на спине. Зебры этого подвида обладали стоячей гривой с коричневыми и белыми полосами.
Единственной кваггой, сфотографированной при жизни, была кобыла, содержавшаяся в Лондонском зоопарке. Известно пять фотографий этой особи, сделанных между 1863 и 1870 годами. На основании фотографий и письменных описаний многие эксперты предполагают, что, в отличие от полос других зебр, полосы квагги были светлыми, в то время как основной цвет шерсти был тёмным. Рейнгольд Рау, один из родоначальников проекта «Квагга», заявил, что это оптическая иллюзия: согласно его мнению, основной цвет шерсти квагги — кремово-белый, а полосы — толстые и тёмные. Вопреки такой версии, эмбриологические данные указывают на то, что зебры были тёмного цвета с вкраплениями белого.
Обитая в самом южном конце ареала бурчелловой зебры, квагга обладала густым зимним подшёрстком и ежегодно линяла. Её череп описывался как имеющий прямой профиль и вогнутую диастему (промежуток между двумя зубами), а также как относительно широкий с узкой затылочной костью. Подобно другим бурчелловым зебрам, у квагги не было продольного лоскута кожи, свисающего под шеей, как у горной зебры.
Морфологическое исследование 2004 года показало, что скелетные особенности южной популяции зебры Бурчелла и квагги перекрываются, из-за чего их скелеты невозможно различить. Помимо этого, некоторые особи оказались промежуточными в количестве полос между ними, а современная популяция зебр Бурчелла всё ещё демонстрирует ограниченную полосатость. Из этого был сделан вывод, что квагга и южная популяция зебры Бурчелла морфологически приблизились друг к другу. Некоторые чучела квагг и особей южной популяции зебр Бурчелла настолько похожи, что в настоящее время невозможно однозначно идентифицировать их, поскольку данные о географической области, из которой доставлен тот или иной образец, не были зарегистрированы. Размер кобыл, использованных в исследовании, в среднем превышал размер жеребцов.

Фотографии кобылы квагги, содержавшейся в Лондонском зоопарке
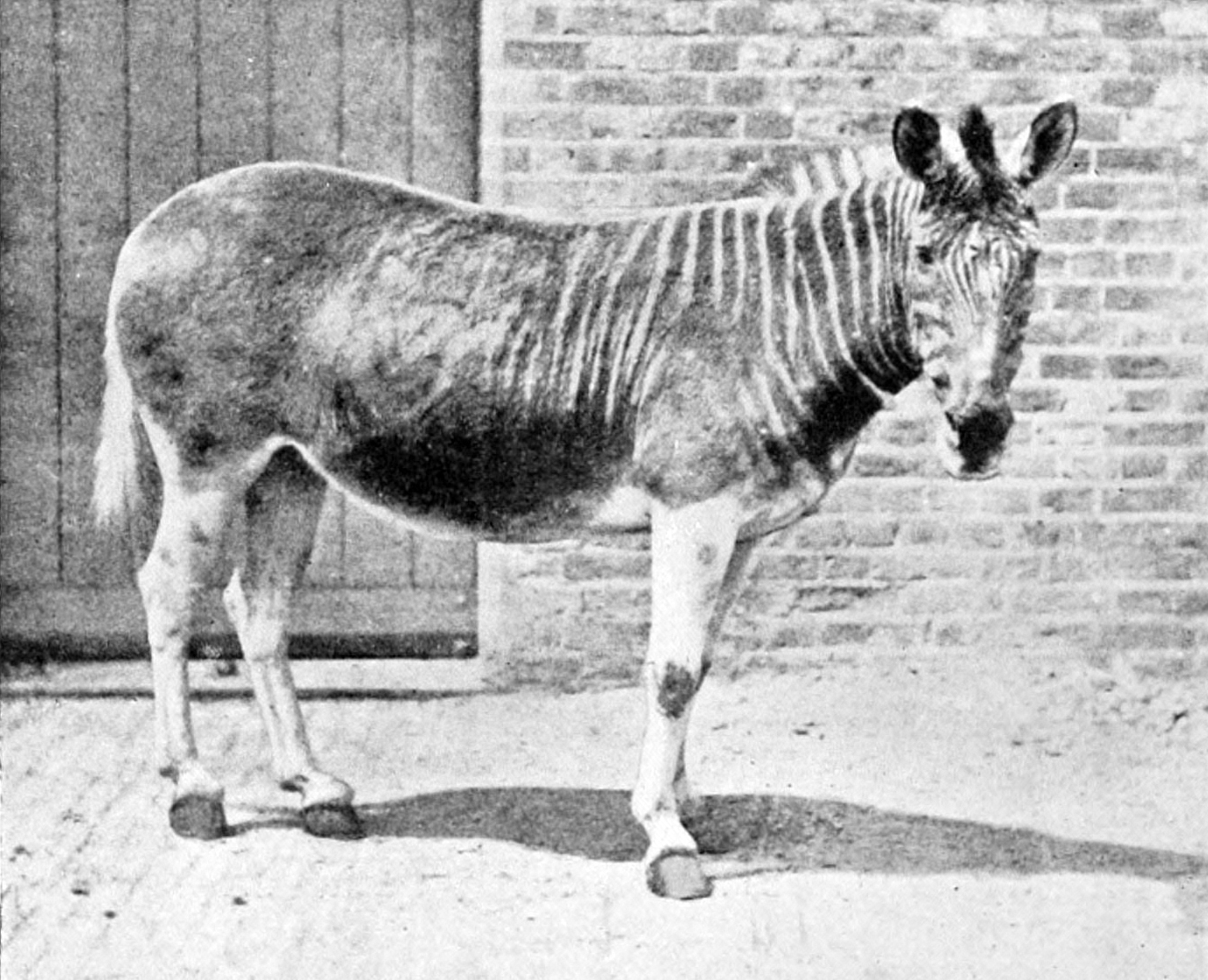
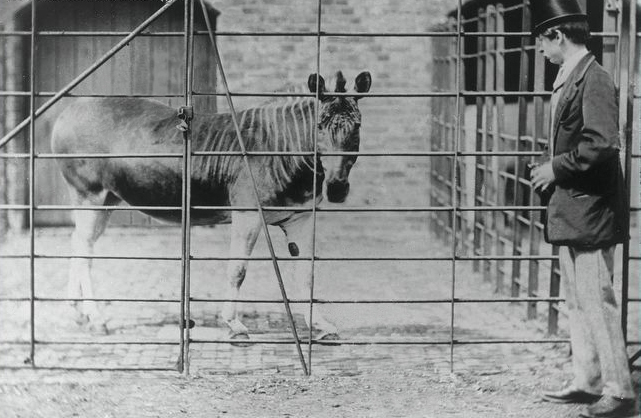
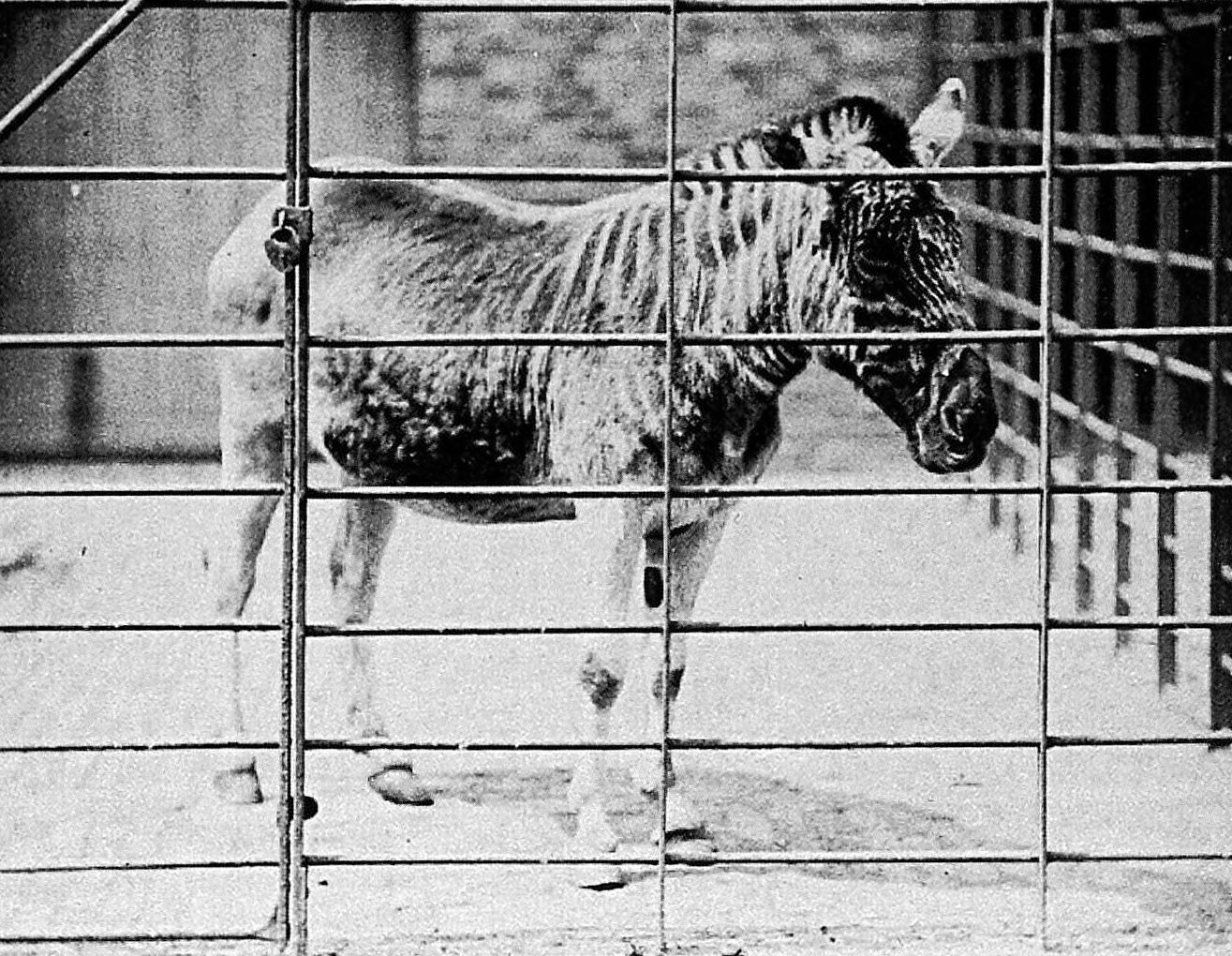
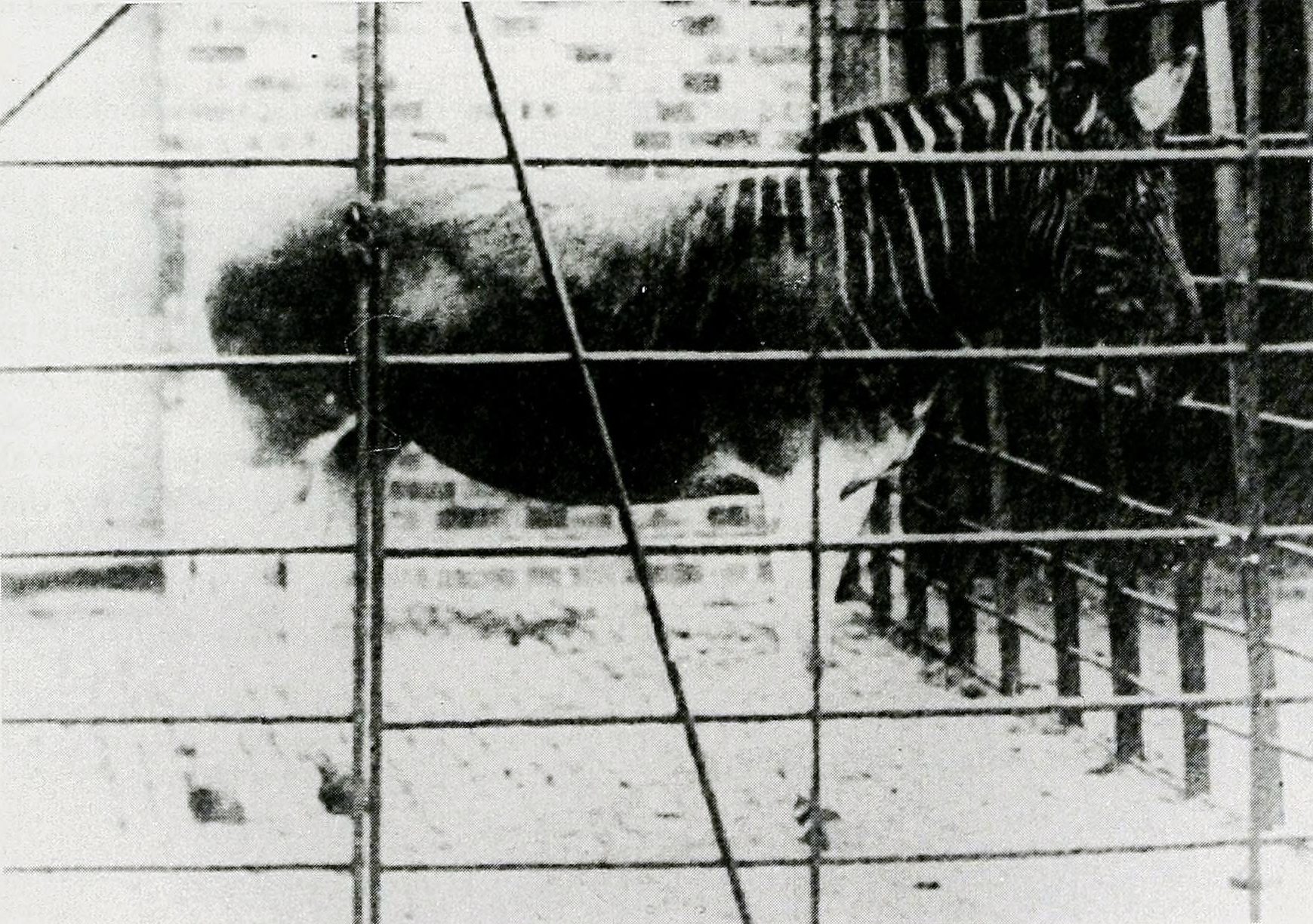
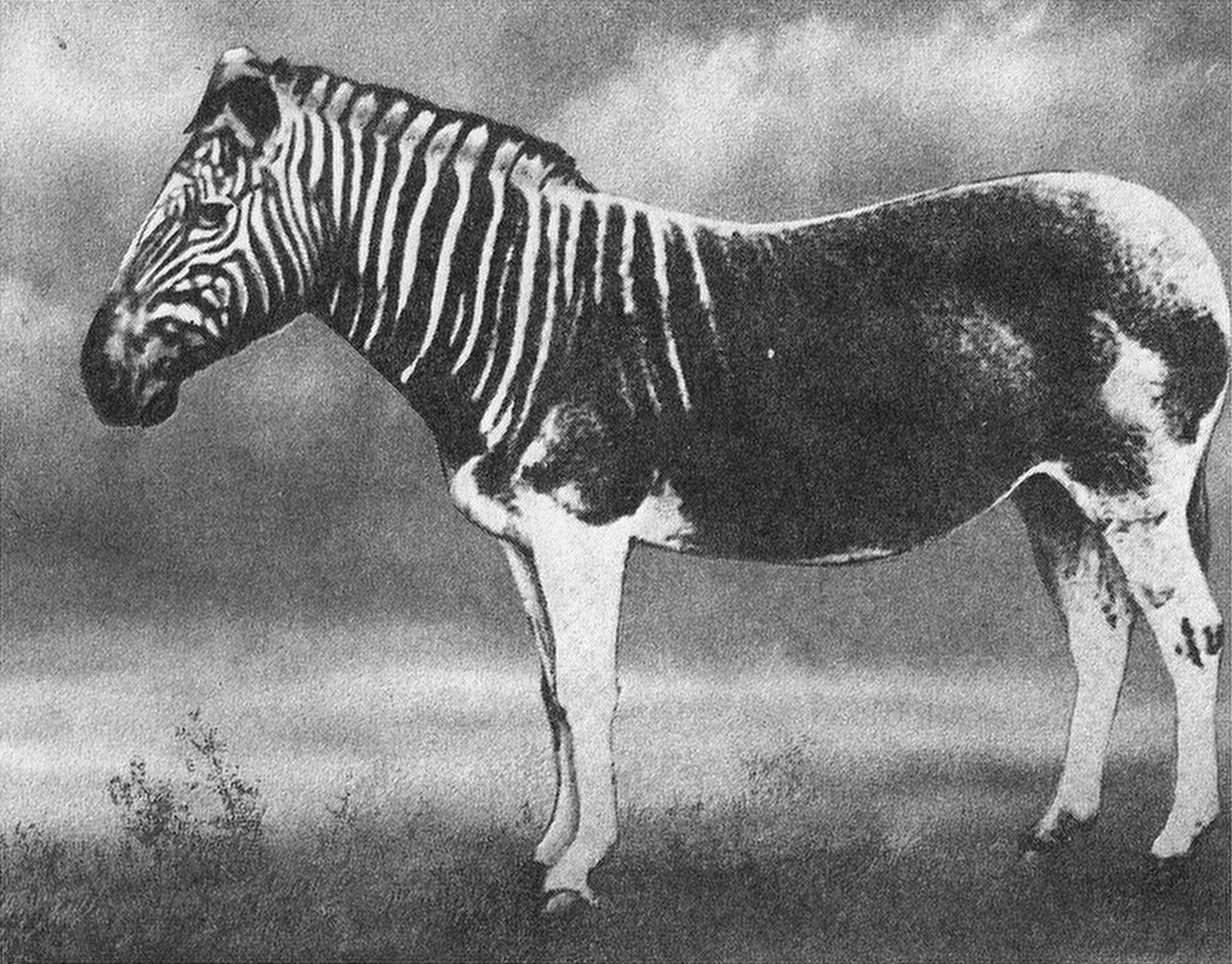

## Поведение и экология
Квагга была самой южной бурчелловой зеброй, в основном жившей к югу от реки Оранжевой. Квагги были распространены на засушливых и умеренных лугах, а иногда встречались и на более влажных территориях. Животное питалось подножным кормом, из-за чего ареал его обитания был ограничен лугами и засушливыми внутренними лесными массивами региона Кару, в настоящее время соответствующего частям провинций ЮАР Северо-Капская, Восточно-Капская, Западно-Капская и Фри-Стейт. Эти районы были известны своеобразной флорой и фауной и большим количеством эндемиков.
Мало что известно о поведении квагг в дикой природе, и иногда неясно, какой именно вид зебр упоминается в старых отчётах. Единственный источник, который однозначно описывает кваггу на территории нынешней провинции Фри-Стейт, это отчёт английского военного инженера и охотника майора сэра Уильяма Корнуоллиса Харриса 1840 года, который гласит:

Географическое распространение квагги, по-видимому, не простирается к северу от реки Вааль. Прежде животное было чрезвычайно распространено в пределах колонии, но теперь исчезает из-за успехов цивилизации, и его можно найти в очень ограниченном количестве и только на границах. Кроме того, на тех знойных равнинах, которыми полностью владеют дикие звери и которые по праву можно назвать областями дикой природы, оно встречается в бесконечных стадах; и, хотя оно никогда не смешивается с более изящными сородичами, его почти всегда можно встретить вместе с белохвостым гну и со страусом; к обществу этой птицы оно проявляет особенное пристрастие. Медленно двигаясь по океаноподобному горизонту, издавая пронзительный лающий рёв, от которого образовано его название, представляющее правильное подражание, длинные массивы квагг постоянно напоминают раннему путешественнику о конкурирующем караване на его пути. Таким образом, можно часто увидеть группы из многих сотен особей, мигрирующих из унылых и пустынных равнин некоторой части внутренних территорий, формировавших их уединённую обитель, в поисках тех более пышных пастбищ, где в течение летних месяцев различные травы распускают свои листья и цветы, формируя зелёный ковёр, усыпанный самыми яркими и разнообразными оттенками.Оригинальный текст (англ.)The geographical range of the quagga does not appear to extend to the northward of the river Vaal. The animal was formerly extremely common within the colony; but, vanishing before the strides of civilisation, is now to be found in very limited numbers and on the borders only. Beyond, on those sultry plains which are completely taken possession of by wild beasts, and may with strict propriety be termed the domains of savage nature, it occurs in interminable herds; and, although never intermixing with its more elegant congeners, it is almost invariably to be found ranging with the white-tailed gnu and with the ostrich, for the society of which bird especially it evinces the most singular predilection. Moving slowly across the profile of the ocean-like horizon, uttering a shrill, barking neigh, of which its name forms a correct imitation, long files of quaggas continually remind the early traveller of a rival caravan on its march. Bands of many hundreds are thus frequently seen doing their migration from the dreary and desolate plains of some portion of the interior, which has formed their secluded abode, seeking for those more luxuriant pastures where, during the summer months, various herbs thrust forth their leaves and flowers to form a green carpet, spangled with hues the most brilliant and diversified.

Очевидцы, наблюдавшие за кваггами, рассказывали, что квагги собирались в стада по 30—50 особей, иногда путешествуя друг за другом. Предполагалось, что, возможно, между реками Вааль и Оранжевая они были симпатричны с зеброй Бурчелла, и, возможно, скрещивались с ней в данной области. Такое мнение оспаривается; нет никаких доказательств того, что эти подвиды скрещивались. Также квагга могла делить небольшую часть своего ареала с горной зеброй Хартмана.
Квагги были в основном дневными животными. В ночное время суток они предпочитали находиться на территориях с низкой растительностью, где были в относительной безопасности от засады со стороны хищников. Ночью зебры паслись поодиночке около часа, очень мало двигаясь. Пока всё стадо спало, как минимум один его член оставался начеку.

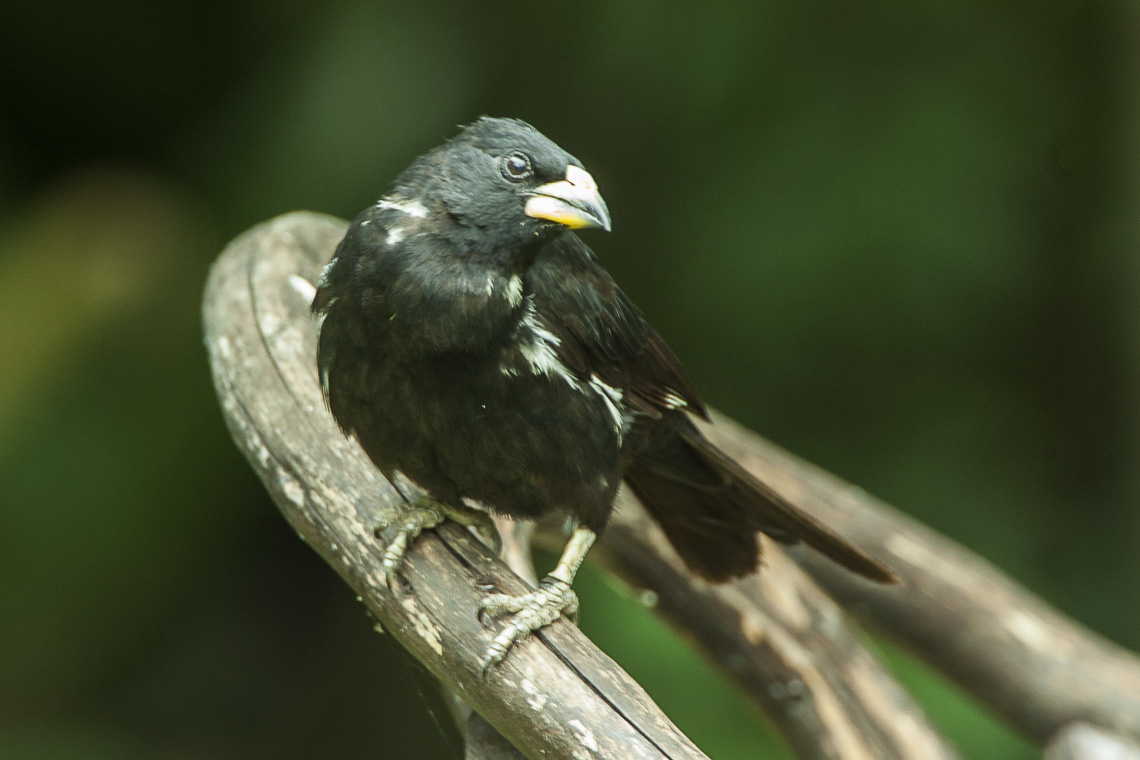
Буйволовый ткач

Как и у остальных зебр, у квагг был ежедневный гигиенический ритуал. Животные стояли бок о бок и покусывали друг друга в труднодоступных местах, таких как шея, грива и спина, — этим образом они избавлялись от паразитов. Нередко буйволовые ткачи ездили на спинах квагг и поедали паразитов.

### Темперамент
По словам очевидцев, квагги, особенно жеребцы, были оживлёнными и очень нервными. В течение 1830-х годов два жеребца использовались лондонскими экипажами в качестве упряжных животных, причём они, вероятно, кастрировались в целях смягчения своего неровного характера.
Местные фермеры применяли квагг для охраны скота, так как они могли нападать на хищников. С другой стороны, квагги в европейских зоопарках были послушнее зебр Бурчелла и легче укрощались. Сообщалось, что одна особь прожила в неволе 21 год и 4 месяца и умерла в 1872 году.

### Полосы

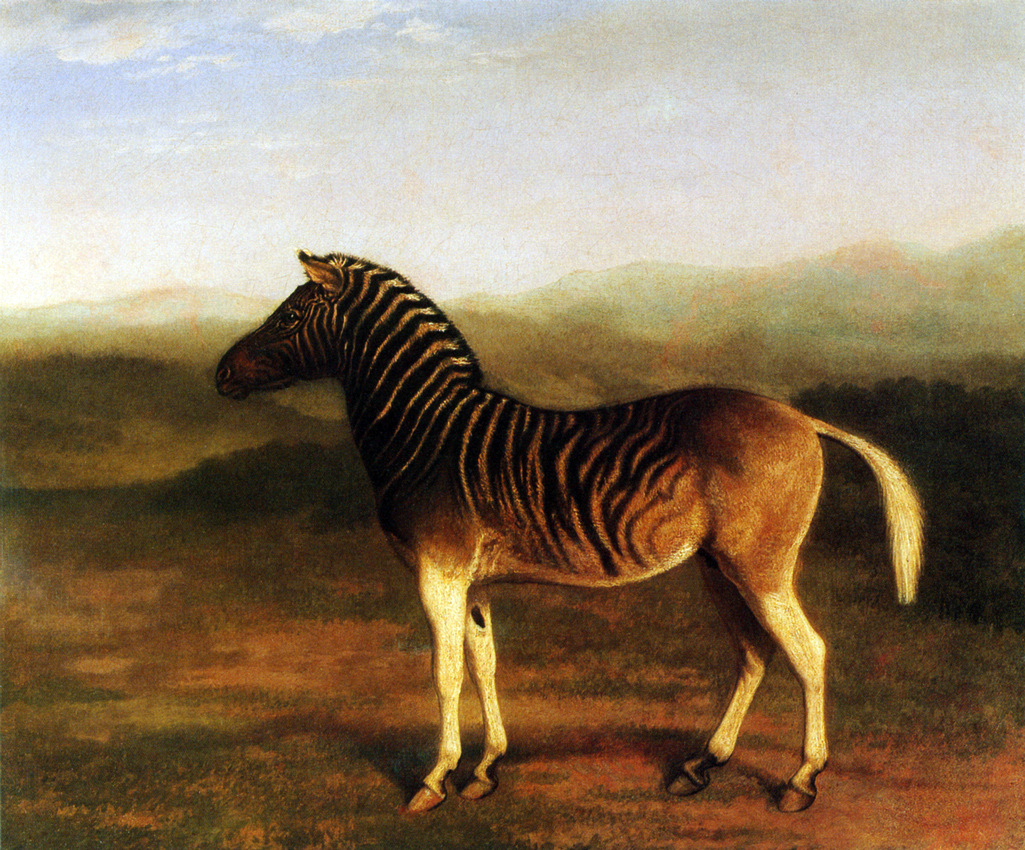
Жеребец на картине, написанной швейцарским художником Жаком-Лораном Агасом в начале 1800-х годов под впечатлением от увиденной в Лондонском зоопарке квагги

Практическая функция чередования полос у зебр оставалось спорной на протяжении длительного времени, в результате чего не было ясно, почему у квагги отсутствовали полосы на задней части тела. Для объяснения полосатости зебр в целом было предположено несколько версий: защитная окраска, спасающая от хищников (полоски скрывают отдельную зебру в стаде), и защита от мух (мух меньше привлекают полосатые предметы), а также различные социальные функции.
Различия в полосах задней четверти тела, возможно, могут способствовать внутривидовому распознанию во время панического бегства в смешанном стаде из представителей разных видов или подвидов, в результате чего зебры будут следовать за своим стадом. Также высказывались доказательства того, что чередование полос развилось для охлаждения температуры тела путём терморегуляции, и что квагга потеряла их из-за жизни в более прохладном климате, хотя одной из проблем этой версии является то, что горная зебра живёт в аналогичной среде обитания и имеет рисунок из жирных полос.
Исследование эволюционного эколога Тима Каро и коллег 2014 года дало сильную поддержку в сторону гипотезы, согласно которой полосы зебр предназначены прежде всего для защиты от мух. По-видимому, квагга обитала в регионах с меньшим количеством мух, чем в местах обитания других зебр.
Рисунок полос зебр, в частности квагг, уникален для каждой особи — не существует двух особей с одинаковым узором, что схоже с отпечатками пальцев у человека. Это позволяет легко идентифицировать отдельные особи.

### Размножение

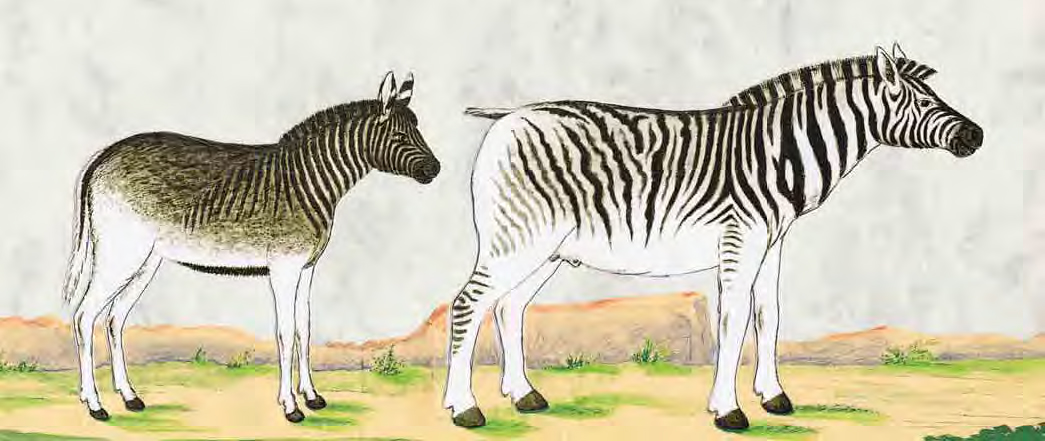
Рисунок жеребёнка квагги и мешковатого взрослого самца зебры Бурчелла авторства, 1777 год

У квагг наблюдалась полигиния — у жеребцов был гарем кобыл, которых те похищали одну за другой из стад отцов во время эструса (течки). У кобыл овуляция и эструс начинались между первым вторым годами жизни. В это время многие жеребцы собирались вокруг стада кобылы и боролись с жеребцами стада и между собой. Это продолжалось примерно 5 дней каждый месяц на протяжении приблизительно одного года до тех пор, пока кобыла не забеременеет.
Несмотря на то, что жеребята квагг могли рождаться в любой месяц, у зебр был определённый ежегодный пик спаривания и рождения в начале декабря и в январе, то есть во время сезона дождей. Кобылы в хорошем состоянии рожали своего первого жеребёнка в возрасте от 3 до 3,5 лет и размножались с интервалом в 2 года.

## Вымирание

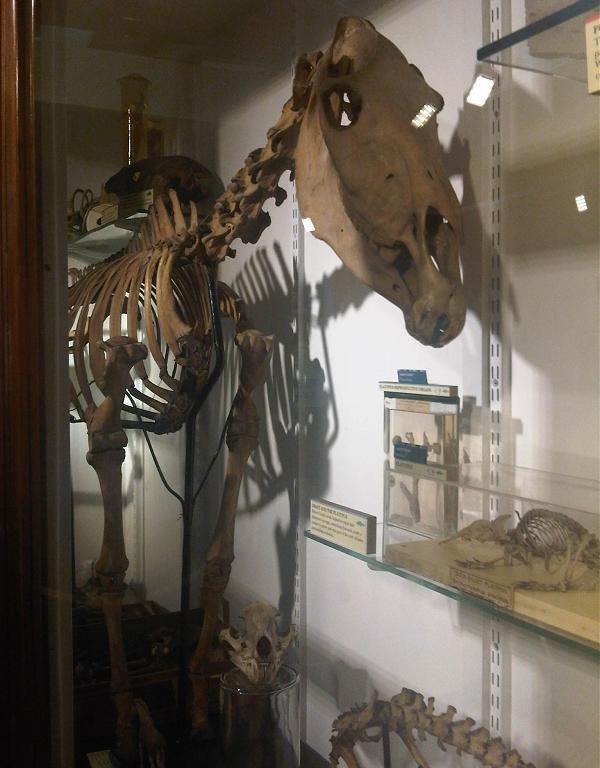
Один из семи известных скелетов, Грантовый музей зоологии и сравнительной анатомии, Лондон, Великобритания

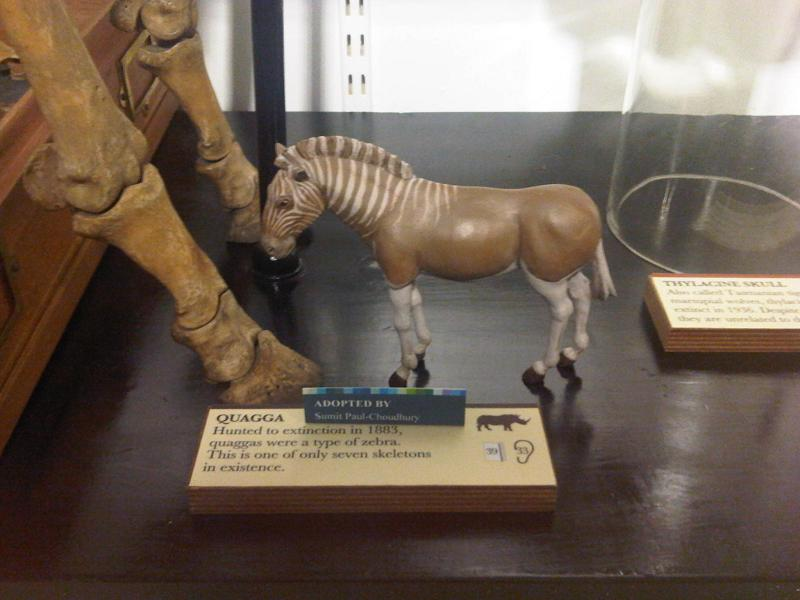
Модель квагги возле её скелета в Грантовом музее зоологии и сравнительной анатомии, Лондон, Великобритания.
Подпись: «Квагга. Вымершие в результате охоты в 1883 году, квагги были типом зебр. Это один из всего семи существующих скелетов»

Из-за того, что квагги были довольно распространены, хотя и на сравнительно небольшой территории, а их убийство не составляло большого труда, на них для добычи мяса и шкур охотились ранние голландские поселенцы и, позже, африканеры. Шкуры продавались или использовались на месте. Вероятно, квагга была подвержена вымиранию по причине своего ограниченного ареала и, возможно, конкуренции с домашним скотом за пищу. Квагга исчезла из большей части своего ареала к 1850 году. Последняя популяция в дикой природе, обитавшая на территории Оранжевого Свободного Государства (в настоящее — провинция Фри-Стейт в ЮАР), была истреблена в конце 1870-х годов, причём последняя дикая квагга, предположительно, была убита охотниками в 1878 году. Последняя известная дикая квагга умерла в 1878 году.

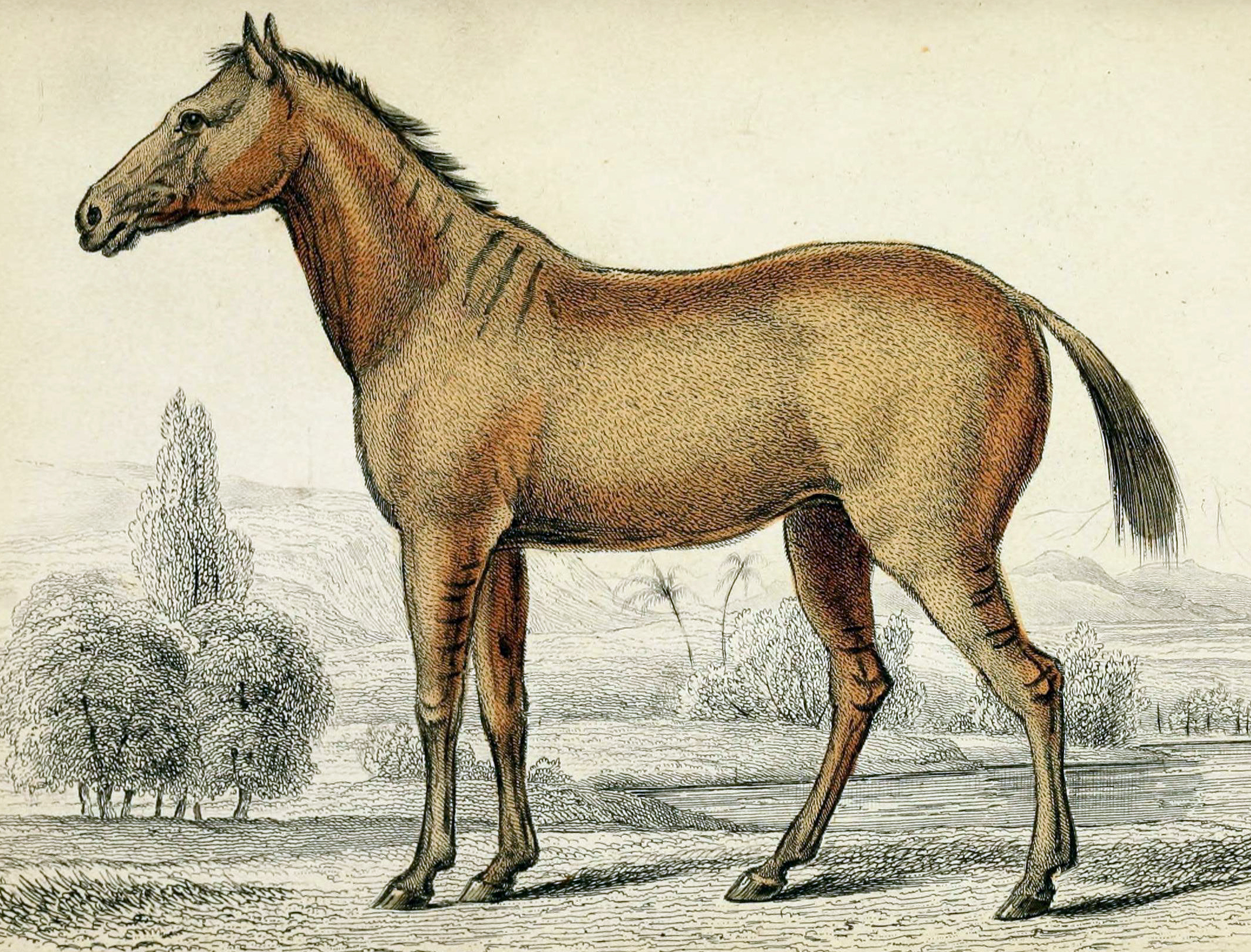
Кобыла лорда Мортона

Квагги отлавливались и отвозились в Европу, где их демонстрировали в зоопарках. Джордж Дуглас, 16-й граф Мортон, попытался спасти животное от вымирания, запустив программу разведения в неволе. Ему удалось получить только одного самца, которого он в отчаянии скрестил с кобылой домашней лошади каштанового цвета, которая на 7/8 была арабской и 1/8 английской крови. В результате этого получился гибрид женского пола с полосами на спине и конечностях. Гибрид, ставший известный как «кобыла лорда Мортона», был продан и впоследствии скрестился с чёрным жеребцом, в результате чего у потомства также имелись полоски. Отчёт об этом был опубликован в 1820 году Лондонским королевским обществом. Это привело к появлению новых идей о телегонии, которые Чарлз Дарвин назвал пангенезисом. В конце XIX века шотландский зоолог Джеймс Коссар Эварт выступил против этих идей и с помощью нескольких экспериментов по скрещиванию доказал, что полосы зебры могут появляться как атавистическая черта в любом поколении.
Квагга на протяжении длительного времени считалась подходящим кандидатом для одомашнивания, так как она была известна как наиболее послушная из зебр. Самые ранние голландские колонисты Южной Африки уже мечтали об этой возможности, потому что их импортированные рабочие лошади не очень хорошо работали в экстремальных климатических условиях и регулярно становились жертвой страшной африканской чумы лошадей. В 1843 году английский натуралист Чарлз Гамильтон Смит писал, что квагга «бесспорно, лучше всего подходит для одомашнивания, как в отношении силы, так и покорности» (англ. unquestionably best calculated for domestication, both as regards strength and docility). Было дано лишь несколько описаний ручных или одомашненных квагг в Южной Африке. В Европе редкими подтверждёнными домашними кваггами являлись два жеребца, управляемых на фаэтоне Джозефом Уилфредом Паркинсом (Joseph Wilfred Parkins), шерифом Лондона в 1819—1820 годах, и квагги из Лондонского зоопарка, а также их гибридное потомство, использовавшиеся для вывоза тележки и перевозки овощей из рынка в зоопарк. Тем не менее, воспоминания о возможности одомашнивания продолжались ещё спустя долгое время после смерти последней квагги в 1883 году. В 1889 году натуралист Генри Брайден (Henry Bryden) писал:

То, что было позволено стереть с лица Земли это столь прекрасное, такое способное к одомашниванию и использованию животное, которое совсем недавно встречалось в столь большом изобилии, безусловно, является позором для нашей современной цивилизации.Оригинальный текст (англ.)That an animal so beautiful, so capable of domestication and use, and to be found not long since in so great abundance, should have been allowed to be swept from the face of the earth, is surely a disgrace to our latter-day civilization.

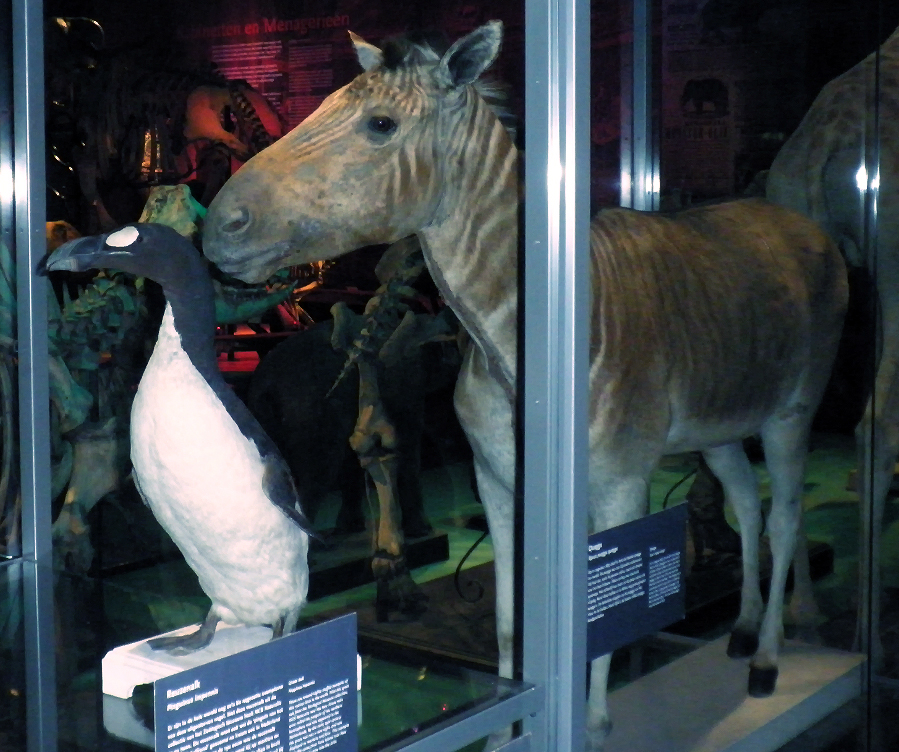
Чучела последней известной квагги и также истреблённой человеком бескрылой гагарки в «Натуралисе», Лейден, Нидерланды

Одна особь в Лондоне умерла в 1872 году, а другая, в Берлине, — в 1875 году. Последняя квагга в мире, самка, содержавшаяся в Амстердамском зоопарке, жила там с 9 мая 1867 года и умерла 12 августа 1883 года, причём её причина смерти остаётся неясной. В то время смерть данной квагги не была признана означающей вымирание всего вида, и зоопарк запросил другую особь; охотники полагали, что она всё ещё может быть обнаружена «ближе к центру» Капской колонии. Поскольку местные жители использовали термин «квагга» по отношению ко всем зебрам, это, возможно, привело к путанице. Вымирание квагги было признано на международном уровне Конвенцией о сохранении диких животных, птиц и рыб в Африке в 1900 году.
Последняя особь была изображена на голландской марке 1988 года. Во всём мире известно 23 чучела и смонтированных образцов квагги, в том числе образцы молодняка, двух жеребят и плода. Кроме того, сохранились смонтированные голова и шея, стопа, семь полных скелетов и образцы различных тканей. 24-й смонтированный образец в Кёнигсберге (теперь Калининград), тогда принадлежавшем Германии, был уничтожен во время Второй мировой войны; также были утеряны различные скелеты.

### Дальнейшие наблюдения

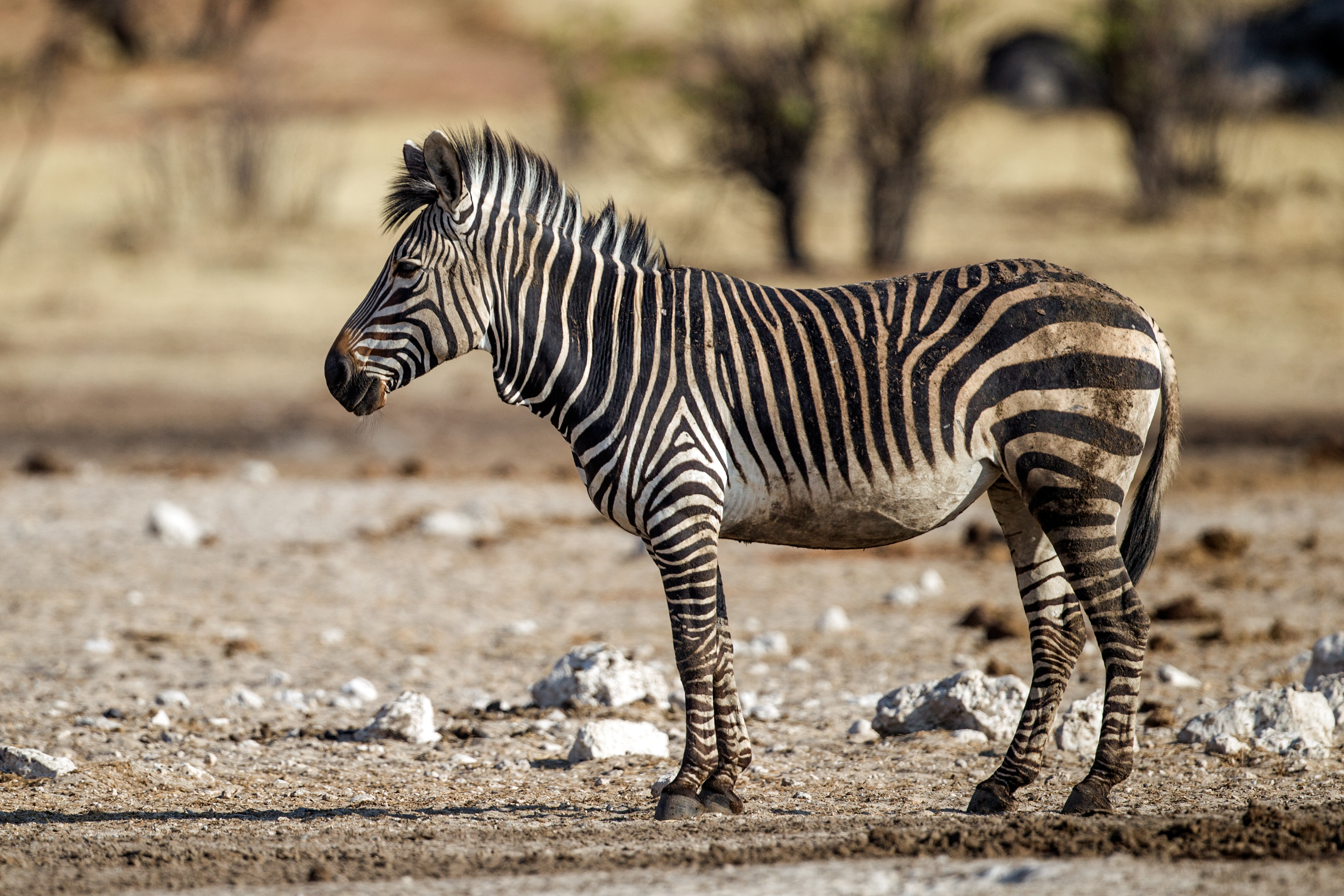
Из-за миражей горная зебра Хартмана может быть ошибочно принята за кваггу

Существует ряд сообщений о наблюдении за живыми кваггами уже после даты их «официального» вымирания. Вернувшийся в 1917 году из путешествия по Каокофельду майор Мэннинг сообщал о том, что видел бурых зебр с полосами только спереди, которых он принял за квагг. Схожих зебр описывали и другие путешественники и охотники, возвращавшиеся из Каокофельда, а также бушмены. Однако считается маловероятным, что это действительно были квагги. По всей видимости, дальнейшие наблюдения квагг возникли как следствие миражей: в сильную жару, какая бывает в Южной Африке, издали может казаться, что чёрные и белые полосы горных зебр Хартмана (Equus zebra hartmannae) сливаются и образуют однотонную тёмно-бурую окраску.

### Проект «Квагга»
В 1987 году был запущен проект восстановления квагг как биологического подвида, Quagga Breeding Project. Проект организован при участии экспертов — зоологов, селекционеров, ветеринаров и генетиков. Для проекта было отобрано 19 экземпляров зебры из Намибии и Южной Африки, отличавшихся уменьшенным количеством полосок на задней части тела. На основе этой популяции были выведены селекционным путём (закрепление признака) девять животных, которых поместили для наблюдения в парк Этоша, Намибия, и в специальный лагерь, расположенный близ местечка Робертсон, Cape Nature Conservancy farm Vrolijkheid.

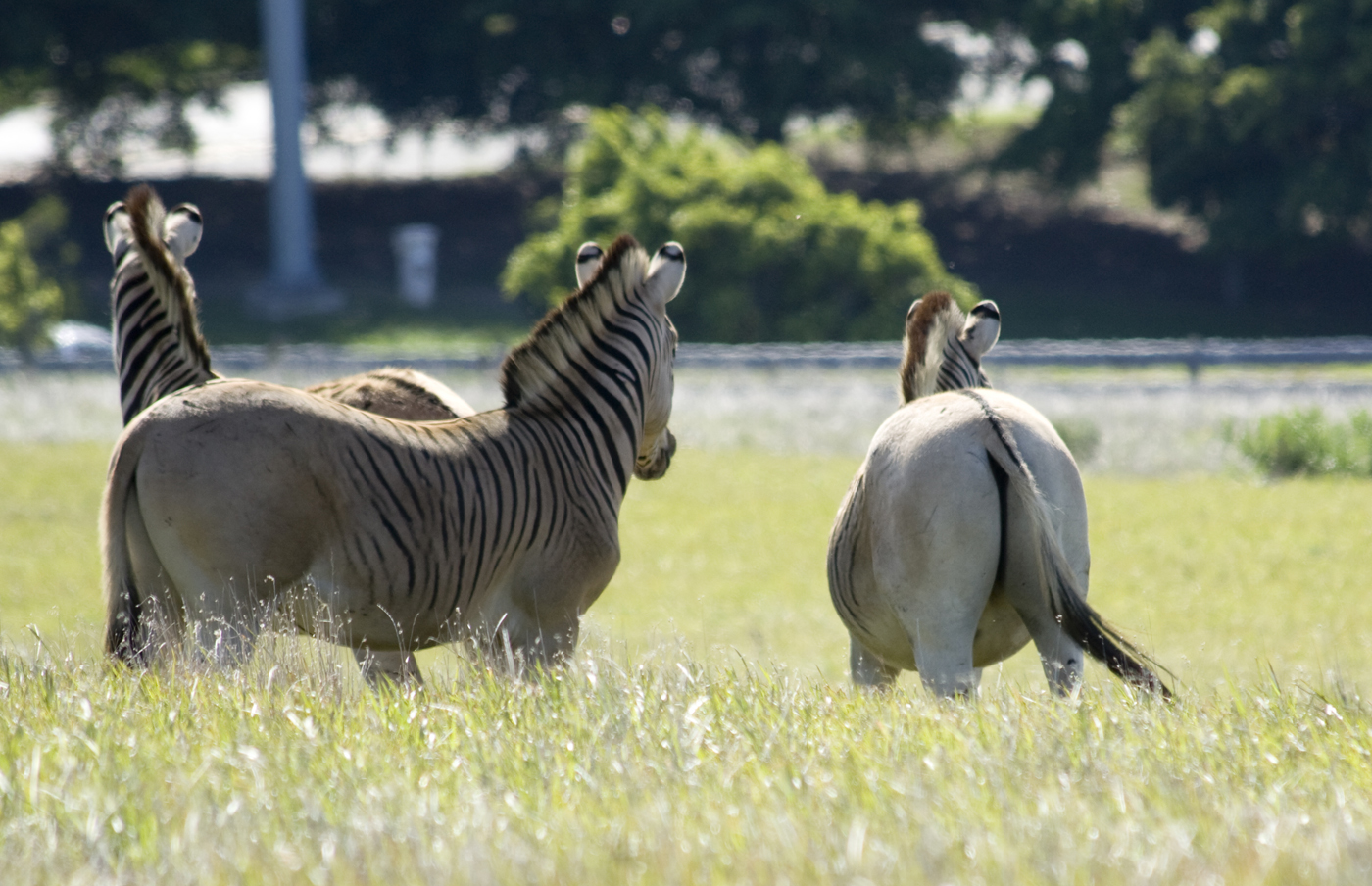
«Квагги Рау»

20 января 2005 года на свет появился представитель третьего поколения квагги — жеребец Генри, который настолько похож на типичную кваггу, что некоторые эксперты уверены, что он даже более похож на кваггу, чем некоторые музейные экспонаты этого животного, изготовленные из подлинных шкур, но с использованием черепов лошадей или ослов и другими отклонениями от оригинала. Один из родоначальников проекта, натуралист Рейнгольд Рау (1932—2006), был уверен, что проект будет удачным, и вскоре восстановленных квагг будут расселять на просторах Южной Африки. Тем не менее, генетически эти так называемые «квагги Рау» отличаются от исторических квагг, что стало поводом для критики проекта.
По состоянию на март 2017 года в рамках проекта было зарегистрировано 142 животных в 10 местах.